# یوغی‌جلبک‌سانان
یوغی‌جلبک‌سانان(نام علمی: Zygnematales) نام یک راسته از رده یوغی‌جلبکان است.

## نگارخانه

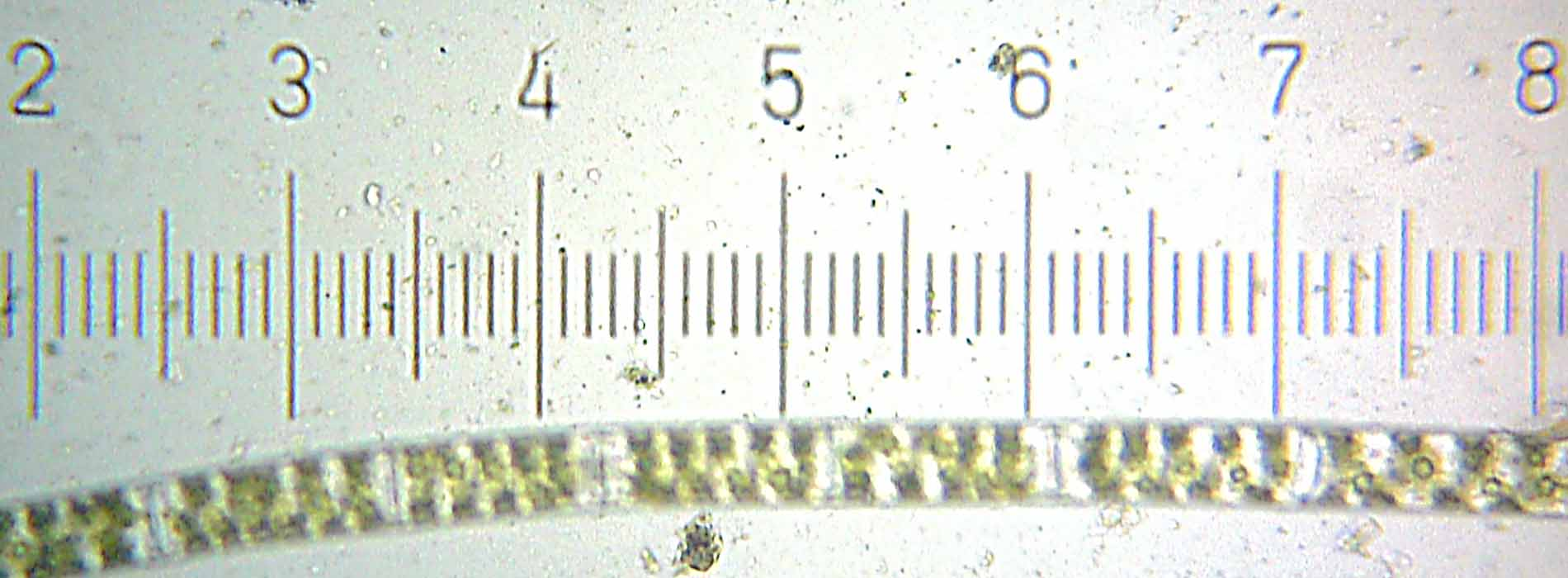
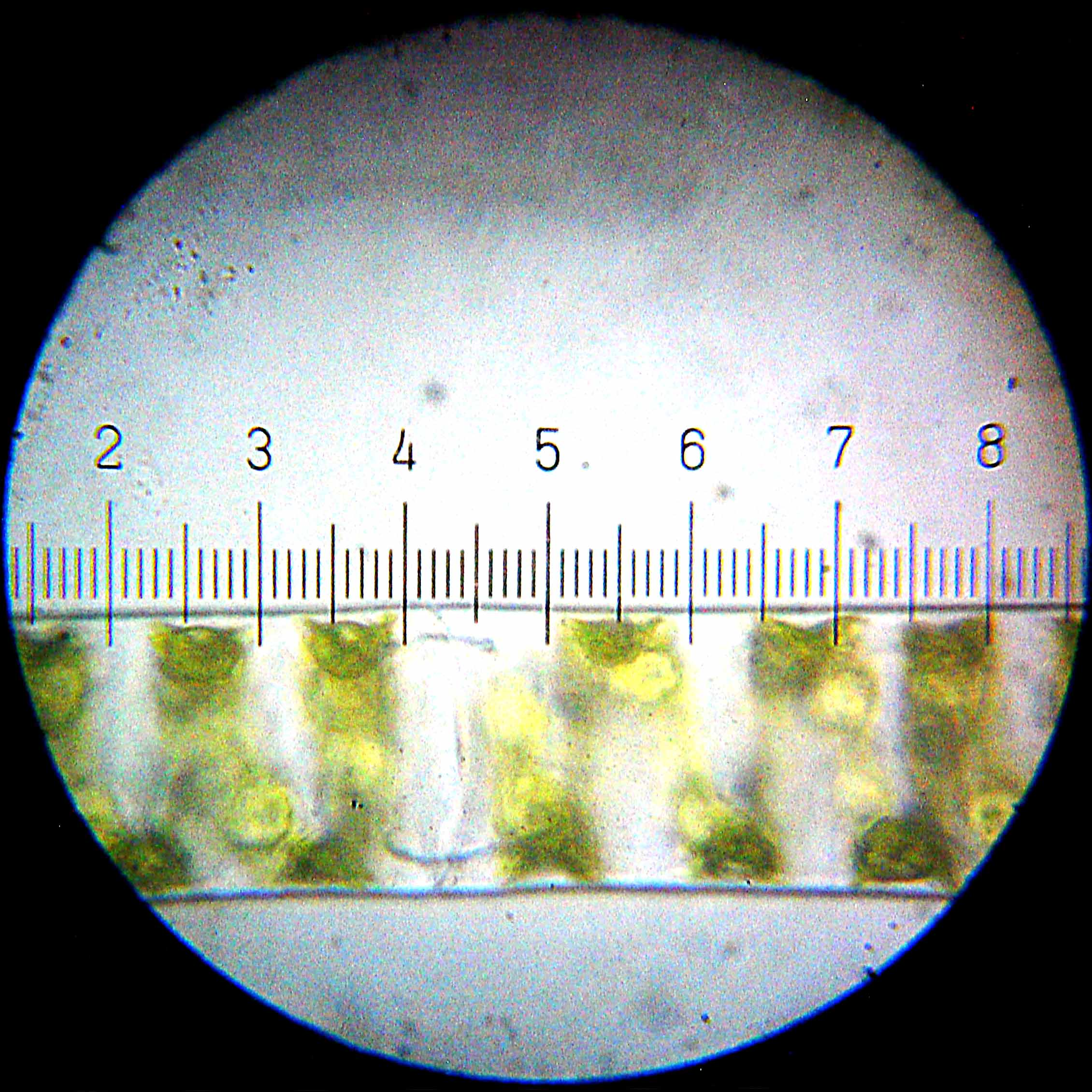
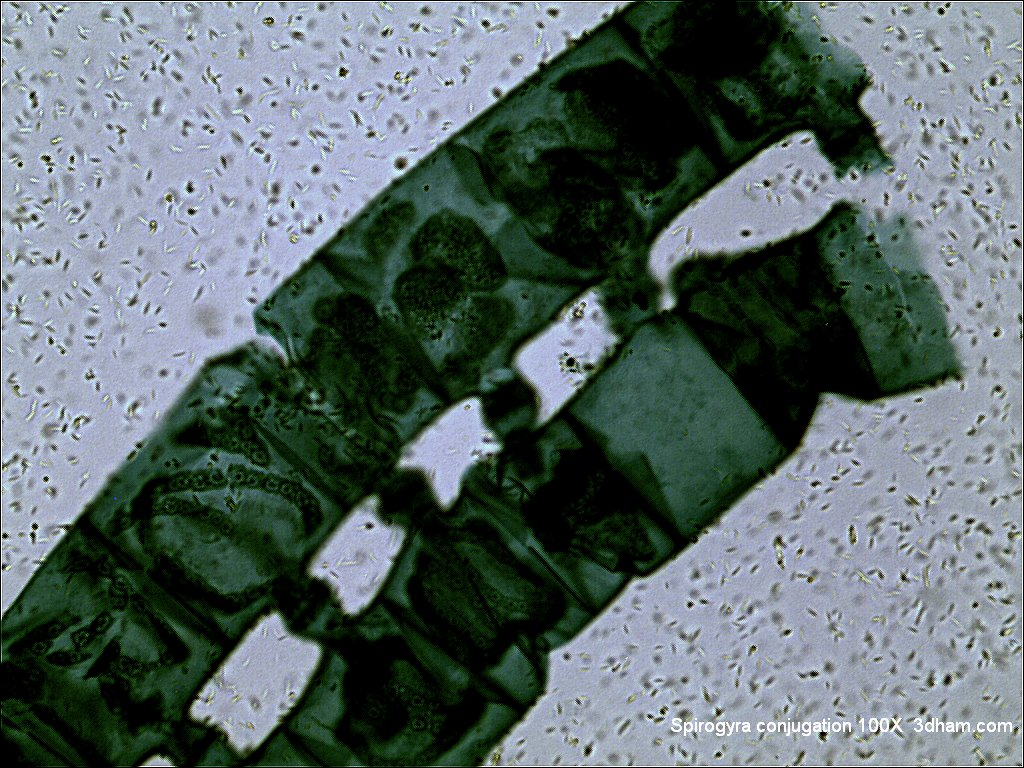
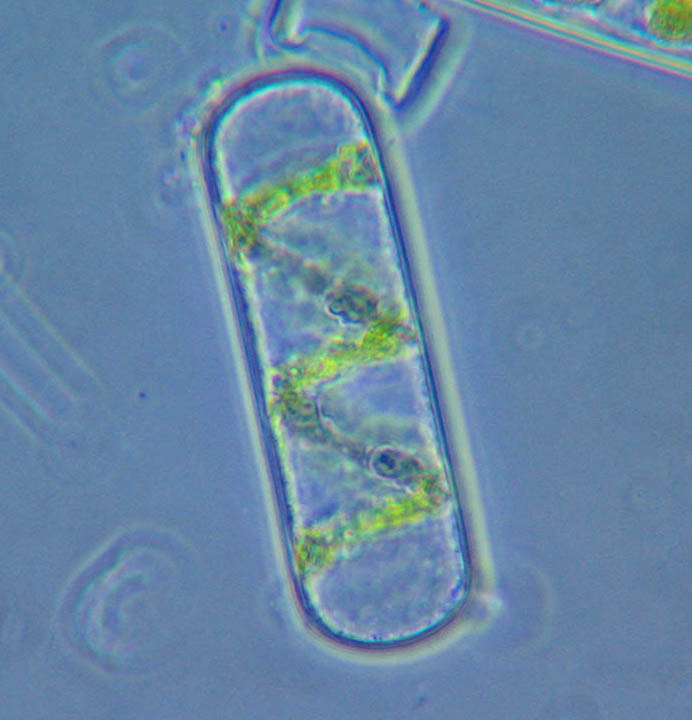
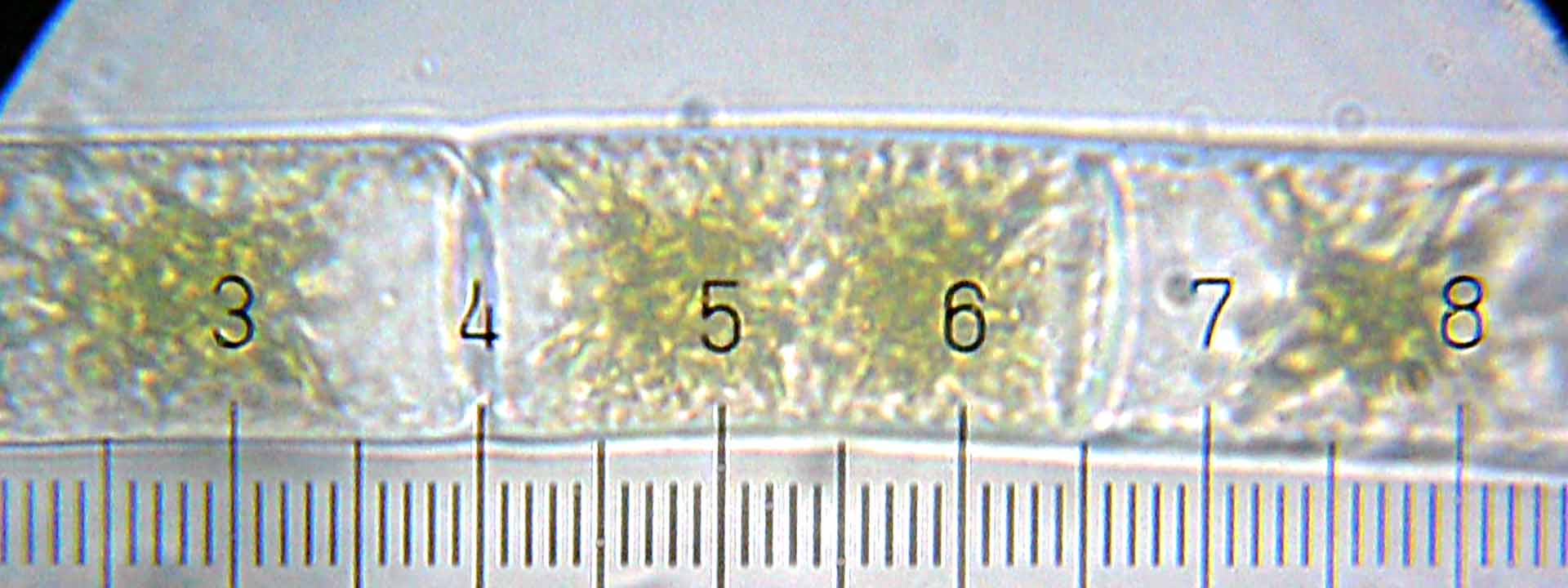